# Diploprora truncata
Diploprora truncata är en orkidéart som beskrevs av Robert Allen Rolfe och Dorothy Downie. Diploprora truncata ingår i släktet Diploprora och familjen orkidéer. Inga underarter finns listade i Catalogue of Life.

## Bildgalleri

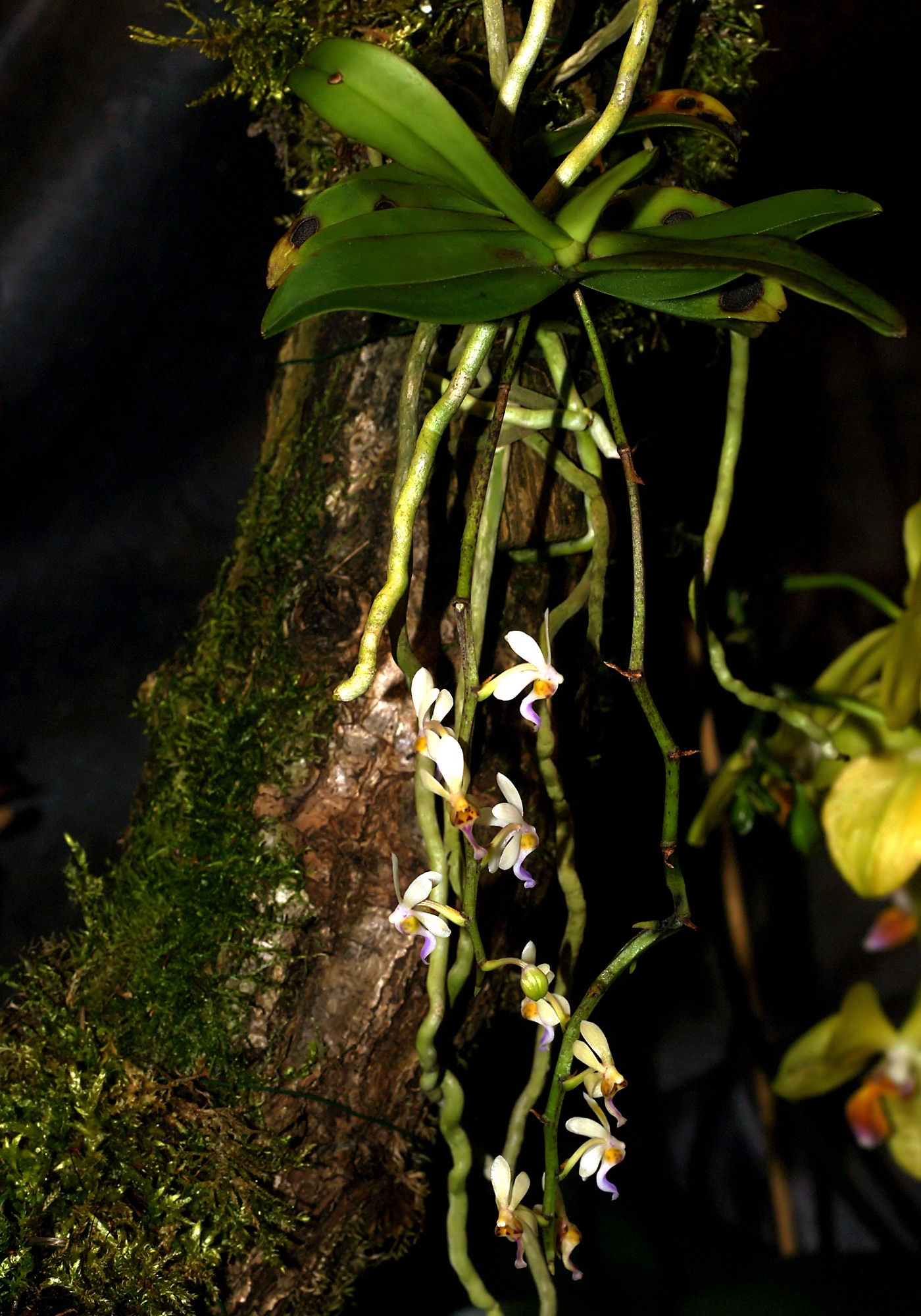
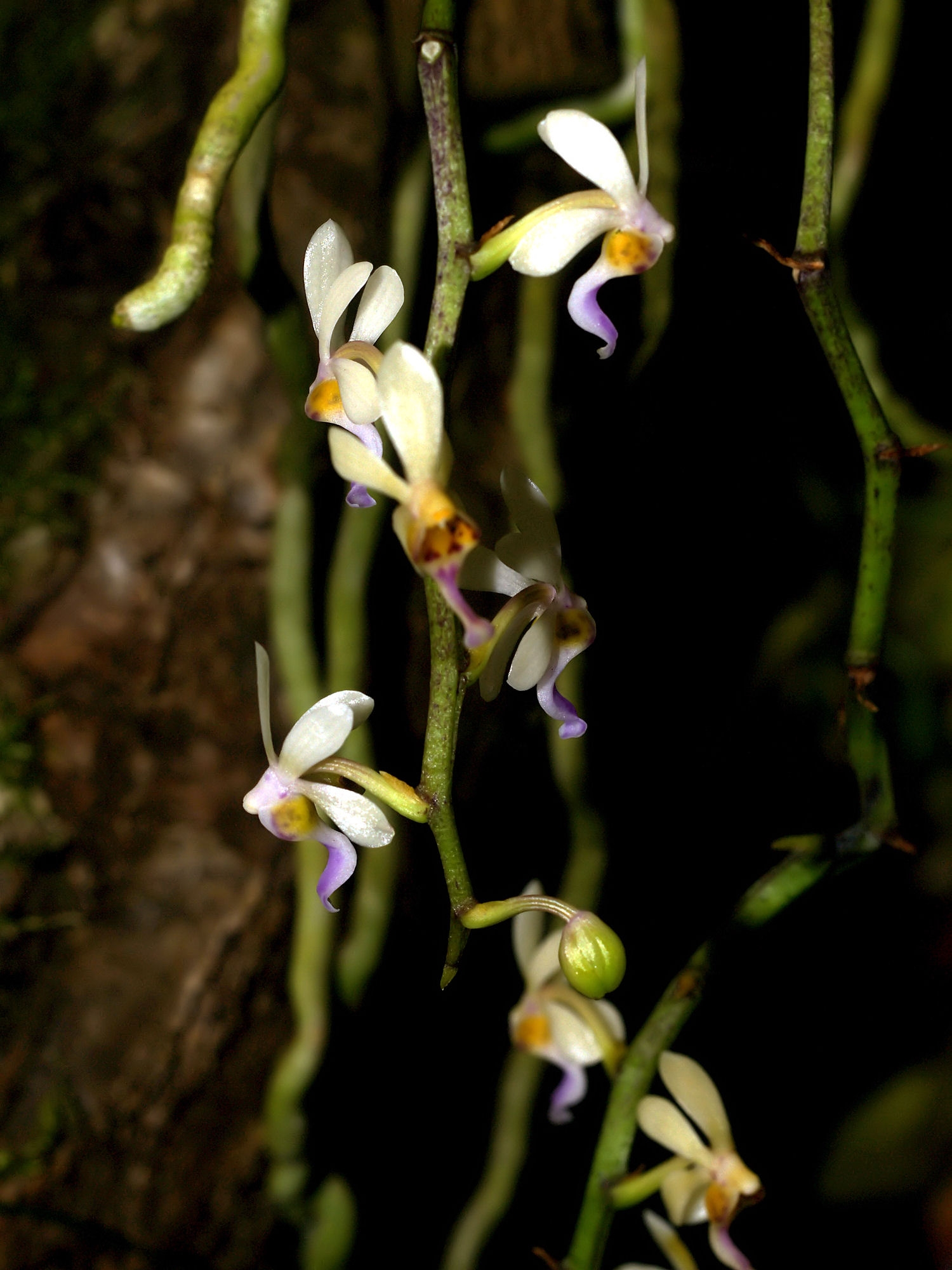
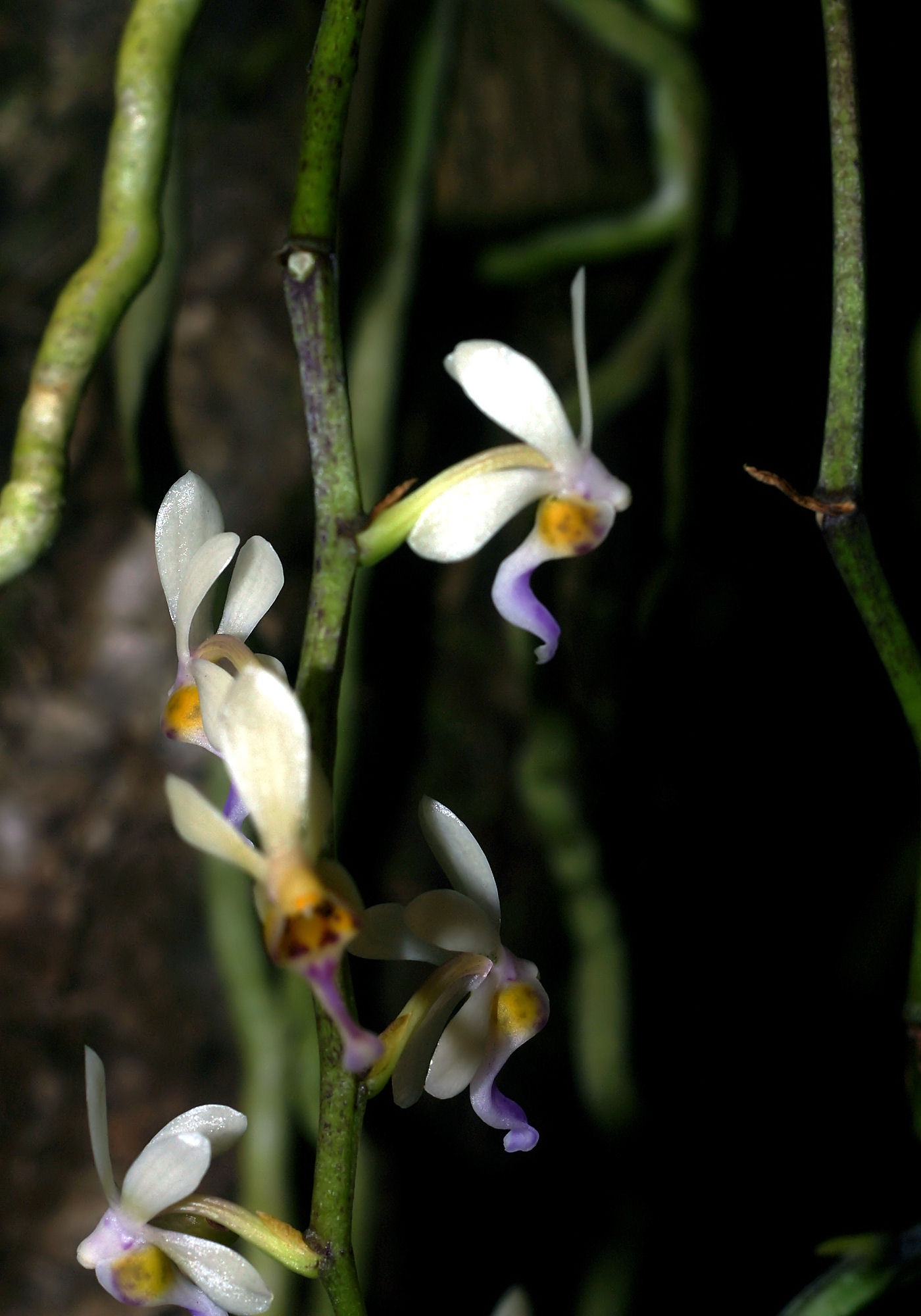